# 畠山蕃
畠山蕃（はたけやま しげる、1937年3月18日 - 1995年6月1日）は日本の大蔵官僚。防衛事務次官。血液型はO型。兄は通産審議官などを務めた畠山襄、甥は資源エネルギー庁次長や産業技術環境局長を歴任した畠山陽二郎。

## 来歴
東京都出身（父は東京都、母は鹿児島県）。武蔵高等学校中学校、東京大学法学部第2類（公法コース）卒業。1961年 大蔵省入省（主計局法規課）。1966年9月 厚生省薬務局企業課企画係長。1967年10月 厚生省環境衛生局環境衛生課。課長補佐時代は主に主計局を中心に勤務。1977年6月 熊本県企画開発部長。主計局主計官（防衛担当）、主計局調査課長などを経て、1985年6月 大臣官房調査企画課長。1986年6月10日 東京税関長。1987年6月25日 銀行局検査部長。1988年7月 防衛庁長官官房防衛審議官。1989年6月 防衛庁人事局長。1990年7月 防衛庁経理局長。同年11月16日 防衛庁防衛局長。1993年6月25日 防衛事務次官。1995年4月21日 退官。同年6月1日 事務次官の時から患っていたがんで死去。

## 略歴
- 1961年4月：大蔵省入省（主計局法規課）[3]。
- 1963年6月：関東財務局理財部経済調査課[5]。
- 1964年6月：名古屋国税局調査査察部。
- 1965年4月：大臣官房調査課調査主任[6]。
- 1966年4月：証券局企業財務課。
- 1966年9月：厚生省薬務局企業課企画係長[4]。
- 1967年10月：厚生省環境衛生局環境衛生課。
- 1968年5月：日本貿易振興機構（フランクフルト駐在）。
- 1971年7月：主計局給与課長補佐（給与）[7]。
- 1973年7月：主計局主計官補佐（農林第四係主査）。
- 1975年7月：主計局主計官補佐（農林第一係主査）。
- 1977年6月：熊本県企画開発部長。
- 1979年7月：主計局主計官（防衛担当）。
- 1981年7月：主計局調査課長。
- 1982年6月：国際金融局調査課長。
- 1984年6月：国際金融局投資第一課長。
- 1985年6月：大臣官房調査企画課長。
- 1986年6月10日：東京税関長。
- 1987年6月25日：銀行局検査部長。
- 1988年7月：防衛庁長官官房防衛審議官。
- 1989年6月：防衛庁人事局長。
- 1990年7月：防衛庁経理局長。
- 1990年11月16日：防衛庁防衛局長。
- 1993年6月25日：防衛事務次官。
- 1995年4月21日：退官。
- 1995年6月1日：死去。